# Itaitinga (ort)
Itaitinga är en ort i Brasilien.   Den ligger i kommunen Itaitinga och delstaten Ceará, i den östra delen av landet, 1 700 km nordost om huvudstaden Brasília. Itaitinga ligger 64 meter över havet och antalet invånare är 30 938.
Terrängen runt Itaitinga är platt.Runt Itaitinga är det ganska tätbefolkat, med 108 invånare per kvadratkilometer.. Närmaste större samhälle är Maracanaú, 14,9 km nordväst om Itaitinga. 
Omgivningarna runt Itaitinga är huvudsakligen savann.